# Stuart Umpleby
Stuart A. Umpleby (1944) is een Amerikaanse cyberneticus, professor Management en directeur van het onderzoeksprogramma "Social and Organizational learning" aan de businessschool van de George Washington Universiteit.

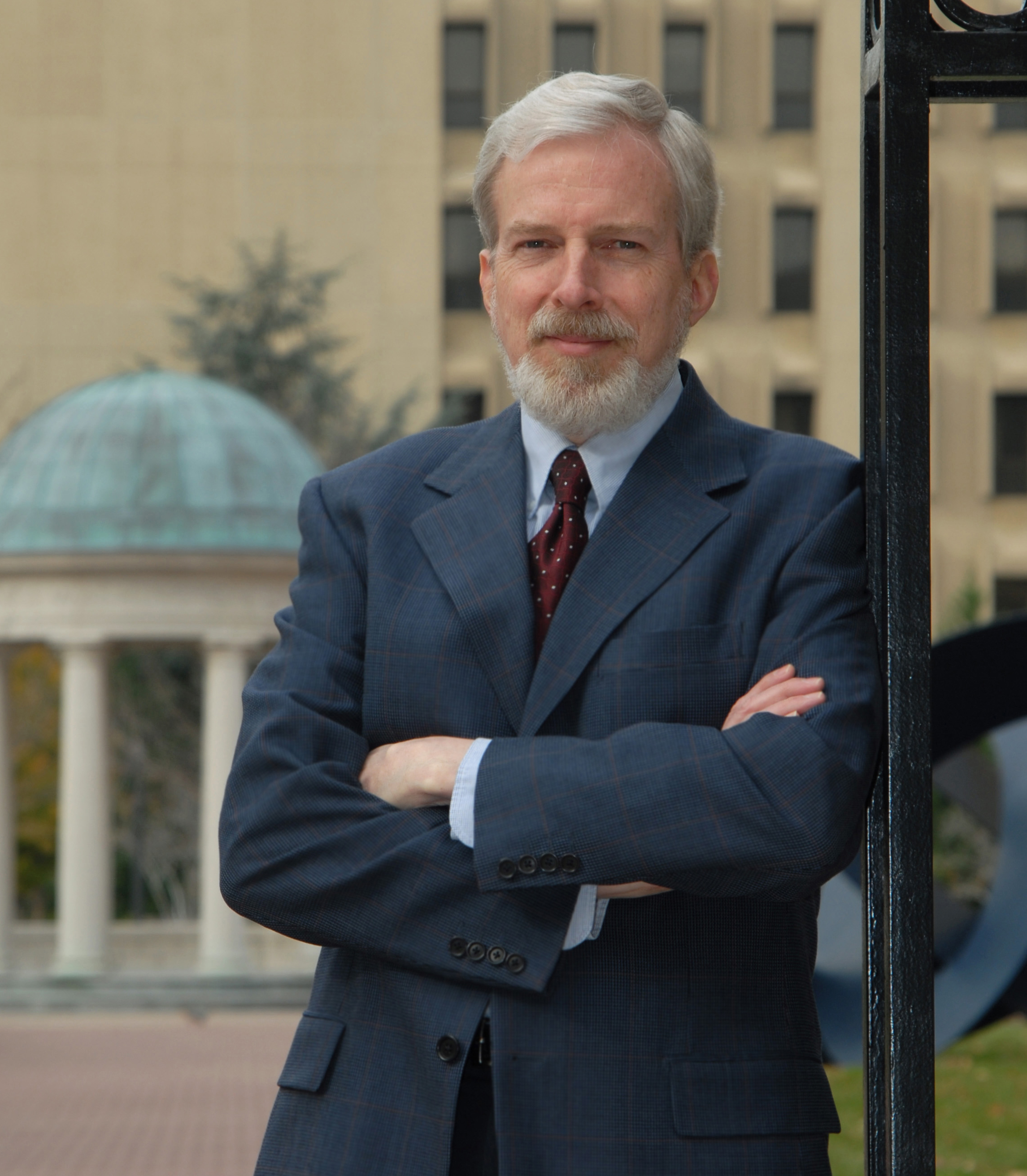
Stuart A. Umpleby.

## Algemeen
Stuart Anspach Umpleby werd geboren in 1944 en begon te studeren aan de Universiteit van Illinois te Urbana-Champaign in 1962. Hij behaalde een graad in de technische wetenschap in 1967, in de politieke wetenschap in 1967 en 1969, en in de communicatiewetenschap in 1975. In zijn laatste jaren aan de Universiteit van Illinois werkte hij tevens in de biologische Computer Laboratory en in het Computer-based Education Research Laboratorium aan het zogenaamde PLATO-systeem.
Van 1967 tot 1975 ontwierp hij de computerconferentiesystemen en andere toepassingen tijd voor tijdscharingscomputers. Van 1977 tot 1980 was hij moderator van een computer conferentie over het algemene systeemtheorie, dat werd ondersteund door de National Science Foundation. En van 1982 tot 1988 organiseerde hij geregeld wetenschappelijke bijeenkomsten met de Amerikaanse en Russische wetenschappers op het gebied van de cybernetica en de algemene systeemtheorie.
Vanaf 1975 tot heden is hij als hoogleraar verbonden aan de faculteit Management op de George Washington Universiteit, waar hij cursussen geeft, variërend van de cybernetica, systeemtheorie, systeem dynamica, wetenschapsfilosofie, intercultureel management, organisatie en gedrag. Van 1994 tot 1997 was hij coördinator van een kwaliteit en innovatie-initiatief in de GW School of Business.
Hij is een voormalig voorzitter van de American Society for Cybernetics (ASC). In 2007 werd bekroond met Stuart Umpleby De Wiener Gold Medal van de American Society for Cybernetics voor zijn levenslange bijdragen aan zowel de cybernetica en de ASC.

## Werk
Umpleby heeft belangrijke bijdragen op het gebied van de cybernetica en systeemtheorie, de filosofie van de wetenschap, en managementmethoden. Andere belangen zijn op het gebied van de demografie, de millenniumbug, academische globalisering, en de overgangen in het postcommunistische landen.

### Cybernetica
In de begin jaren 1970 bestudeerde Umpleby cybernetica met Heinz von Foerster en Ross Ashby in de biologische Computer Laboratory van de Universiteit van Illinois in Urbana-Champaign. Hij organiseerde hier de eerste Gordon Research Conference over cybernetica in 1984. En verder werkte hij aan de ontwikkeling en bevordering van tweede orde cybernetica of biologische cybernetica. Hij heeft ook bijgedragen tot het initiëren van sociale cybernetica.. Hij verstrekte het voorbeeld van de versterking van de managementcapaciteit. Tevens verduidelijkte hij de aard van de informatie in de beschrijvingen van de fysieke verhoudingen tussen materie, energie en informatie.

### Wetenschapsfilosofie
In navolging van zijn werk aan biologische cybernetica en sociale cybernetica suggereerde Umpleby een integratie van de filosofie van het realisme, constructivisme, en pragmatisme door de combinatie van de concepten als wereld, beschrijving en waarnemer. Hier bouwt hij voort op het werk van EA Singer, Charles West Churchman en Russell L. Ackoff. Umpleby stelt dat managers altijd onderdeel zijn van het systeem dat zij trachten te beïnvloeden. Hierom is het bij het beheer van kennis effectiever om methoden te gebruiken in plaats van theorieën om kennis te structureren.

### Management methoden
Umpleby heeft recentelijk gewerkt aan de verdere ontwikkeling van de zogenaamde "Quality Improvement Priority Matrix", een methode voor het bepalen van prioriteiten voor verbetering en voor het toezicht op verbeteringsprocessen.

### Demografie
In 1960 publiceerde Heinz von Foerster een artikel in Science waarin wordt aangetoond, dat indien de demografische trends van de afgelopen twee millennia zo blijven, de wereldbevolking naar oneindigheid zou stijgen in ongeveer 2026. Hoewel dit werd bestreden in de jaren 1960, bleek de vergelijking opmerkelijk accuraat, zelfs conservatief, tot in de vroege jaren 1990.
Uit de discussies rond deze zogenaamde "doomsday vergelijking" bleek, dat demografen en natuurwetenschappers fundamenteel verschillend omgaan met scenariostudie's. En dat deze verschillen niet algemeen bekend zijn bij de overheid, wetenschapsjournalisten of andere wetenschappers.

### Millennium bug
Van 1997 tot 2000 werkte Umpleby het Millenniumbug computerprobleem . Hij heeft deze problematiek gebruikt als testcase om bepaalde sociaal-wetenschappelijke theorieën uit te testen vooraf en nadien.

### Academische globalisering
Tussen 1977 en 1980 was Umpleby moderator van een computer conferentie over het algemene systeemtheorie, wat werd ondersteund door de National Science Foundation. Dit project was onderdeel van een onderzoeksproject naar de elektronische informatie-uitwisseling bij onderzoek in kleine gemeenschappen.
Meer dan zestig wetenschappers in de Verenigde Staten, Canada en Europa werkte hierbij samen 2.5 jaar lang via het zogenaamde Electronic Information Exchange System (EIES) van de New Jersey Institute of Technology.
Hierop voortbouwend heeft Umpleby geëxperimenteerd met de toepassingen van computergebaseerde communicatiemedia op het internet. Momenteel in 2007 is hij bezig met de ontwikkeling van het idee van "academische globalisering", de globalisering in de academische wereld: de mogelijke samenwerking van wetenschappers via het internet met collega's in verre landen gericht op onderwijs, onderzoek of openbare diensten.

### Overgang van postcommunisme
Met de ineenstorting van het communisme in 1989 hebben vele sociale wetenschappers, zowel in Rusland en het Westen gesteld, dat Karl Marx wel heeft beschreven over de overgang van kapitalisme naar socialisme tot het communisme, maar dat er geen theorieën bestaan over de overgang van communisme naar kapitalisme. Umpleby heeft deze claim weerlegt met de organisatie van bijeenkomsten in 1990 in Washington, DC, en Wenen, Oostenrijk, waarbij is gediscussieerd over de theorieën van de economische, politieke en sociale ontwikkeling, die kunnen leiden tot de overgang van de socialistische samenleving.
Sinds 1994 huist de George Washington Universiteit een "Social and Organizational Learning" onderzoeksprogramma, geleid door Umpleby, waarbij meer dan 150 onderzoekers ondersteund worden door de US Department of State. Veel van de geleerden komen uit de voormalige Sovjet-Unie of Oost-Europese landen. Op de campus worden geleerden in staat gesteld direct samen te werken met hoogleraren in hun veld. De aandacht is hierbij ook gericht op de verbetering en versoepeling van groepsprocessen en werkmethoden, zodat op het thuisfront effectiever veranderingen kunnen worden doorgevoerd. Umpleby heeft hierbij geëxperimenteerd het gebruik van participatieve werkmethoden, thuis en in andere landen. Hierbij heeft hij geconstateerd, dat de zogenaamde "Participatorische Strategische Planningsmethoden" ontwikkeld door het Instituut voor Culturele Aangelegenheden, niet alleen leidt tot verbeteren van de effectiviteit van organisaties, maar ook kan leiden tot meer humane managementpraktijken en het opbouwen van het wederzijds vertrouwen tussen de deelnemers.

## Publicaties
Umpleby schreef een boek en verschillende papers. Hij heeft ook een aantal speciale nummers bewerkt van het tijdschrift Cybernetics and Systems.

### Boek
- 1991, Stuart Umpleby and Vadim Sadovsky (eds.), A Science of Goal Formulation, Taylor & Francis, 255 pages.

He has also edited several special issues of the journal Cybernetics and Systems.

### Papers, een selectie
- 1983, "A Group Process Approach to Organizational Change," in Horst Wedde (ed.), Adequate Modeling of Systems, Springer-Verlag, pp. 116–128.
- 1986, "Methods for Making Social Organizations Adaptive," in Robert Trappl (ed.) Power, Autonomy, Utopia: New Approaches toward Complex Systems, Plenum Publishing, pp. 133–138.
- 1987, "ASC Glossary on Cybernetics and Systems Theory"[dode link] door Stuart Umpleby (ed.) van de American Society for Cybernetics.
- 1990, "The Science of Cybernetics and the Cybernetics of Science"[dode link], Cybernetics and Systems, 21/1: 109-121.
- 1997, "Cybernetics of Conceptual Systems", Cybernetics and Systems, 28/8: 635-652.